# Heliconius besckei
Heliconius besckei é uma borboleta neotropical da família Nymphalidae e subfamília Heliconiinae, encontrada do interior do Brasil, no centro-oeste, à região de floresta tropical e subtropical úmida atlântica do nordeste, sudeste e sul do país, entre Tocantins, Goiás, Mato Grosso do Sul, Minas Gerais e Bahia até o Rio Grande do Sul e chegando, a sua distribuição geográfica, até Misiones, na Argentina. No Brasil, ela pode receber a denominação vernácula de Gravata, tendo sido classificada por Édouard Ménétries, com a denominação de Heliconia besckei, no ano de 1857, a partir de espécimes-tipo com procedência de Minas Gerais e Rio de Janeiro; descritos no texto Enumeratio corporum animalium Musei Imperialis Academiae Scientiarum Petropilitanae. Classis Insectorum, Ordo Lepidopterorum. Suas lagartas se alimentam de plantas do gênero Passiflora (família Passifloraceae).

## Descrição
Esta espécie, vista por cima, possui as suas asas moderadamente longas e estreitas, de coloração predominante em negro aveludado, com a presença de uma mancha vermelha em cada par de asas anteriores e uma faixa longitudinal amarelada em suas asas posteriores. Através de seleção natural, outras espécies do mesmo habitat as mimetizam até a região nordeste do Brasil, como Heliconius melpomene nanna e Heliconius erato phyllis, tornando a correta identificação mais criteriosa. Sobre esta última subespécie citada, e sobre Heliconius melpomene, diferem de Heliconius besckei pela ausência de pequena área em amarelo nas asas dianteiras, bem acima da mancha vermelha, assim como na presença de uma faixa vermelha margeando as asas posteriores, em besckei, quando a borboleta é vista por baixo. Outra espécie que imita Heliconius besckei, na região sudeste e sul, é Eresia lansdorfi (Nymphalidae, Nymphalinae), que apresenta o ápice das asas anteriores menos arredondado.

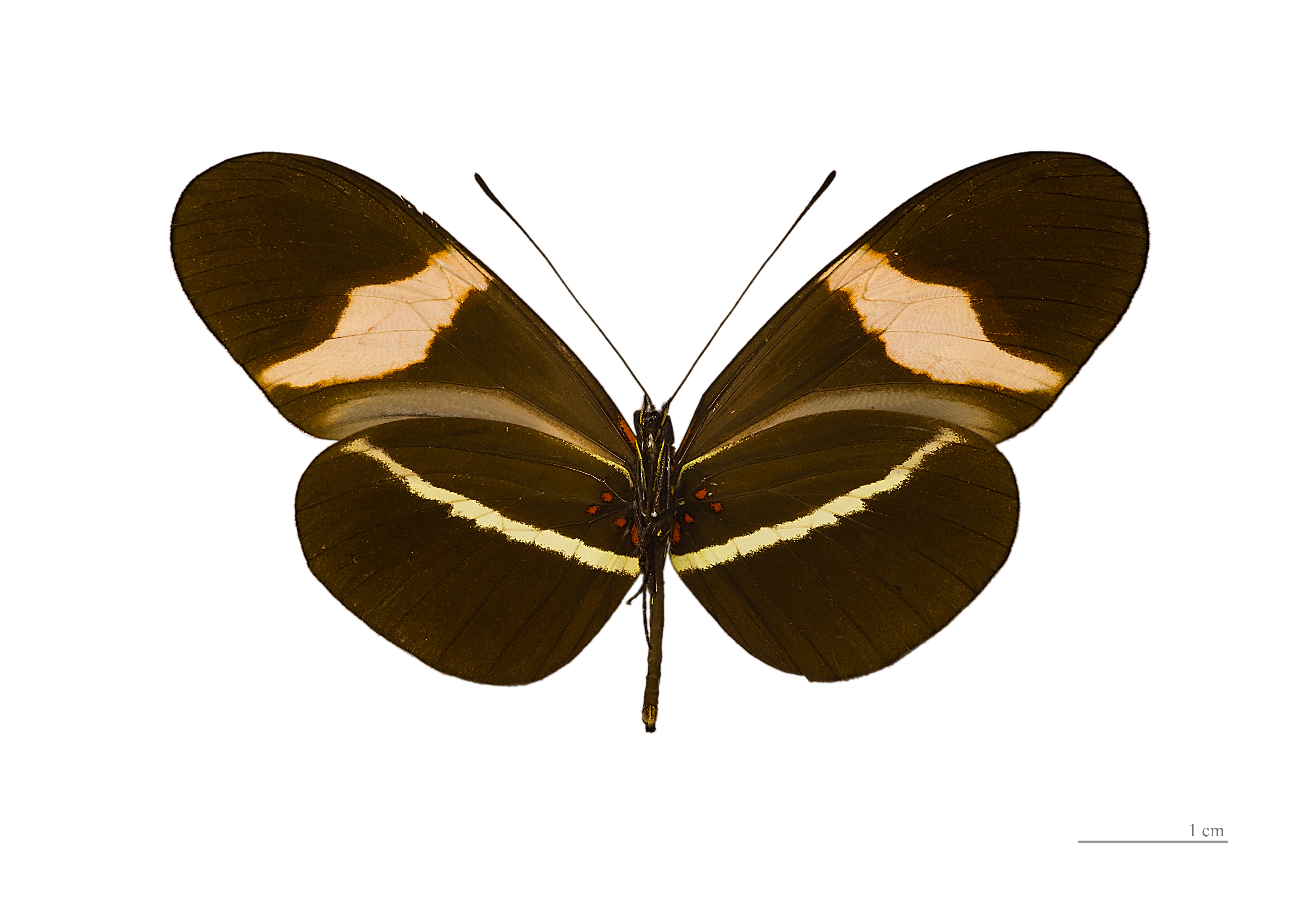
Fotografia de H. erato, vista inferior, mostrando a ausência de faixa vermelha na borda das asas posteriores.